# Senyoria de Mezières
La senyoria de Mezières fou una jurisdicció feudal de França a l'Anjou.
La senyoria fou donada a Lluís d'Anjou, fill il·legítim de Carles d'Anjou IV comte del Maine, per cessió paterna datada a Poitiers el 10 de març de 1465, ratificada el 10 d'agost de 1473. Lluís fou legitimat a Amboise el maig del 1468 i fou senescal i governador del Maine i conseller i camarlenc de Carles VIII de França (1482). Es va casar amb Anna de la Trémoille, filla de Lluís I de la Trémoille vescomte de Thouars, príncep de Talmont, etc. Lluís va morir la primavera del 1489 i va tenir quatre fills dels quals dos 
van morir joves (un noi i una noia) i un altre era una noia; l'herència fou per l'altra fill Renat d'Anjou (1483-1521) que fou baró de Mezières i el 1510 senescal del Maine, casat amb Antonieta de Chabannes senyora de Saint-Fargeau, filla de Joan de Chabannes comte de Dammartin amb la que va tenir sis fills:
- Lluís d'Anjou, abat de Pontlevoy, i després de 1540 de Nesle-la-Reposte
- Nicolau d'Anjou (1518-1568) senyor i després comte de Saint-Fargeau el 1541. Va heretar la baronia de Mezières el 1521 i fou fet marquès de Mezières el 1567. Casat el 1541 amb Gabriela de Mareuil, filla i hereva de Guiu de Mareuil, senyor de Mareuil i de Villebois-en- Angoûmois
- Francesca d'Anjou (morta jove)
- Francesca d'Anjou, comtessa de Dammartin, senyora de Courtenay, casada el 1516 amb Felip I de Boulainvilliers, senyor de Boulainvilliers i de Verneuil, que va maorir en combat al setge de Péronne, Somme, el 1537). El 1538 es va casar en segones noces amb Joan III de Rambures senyor de Rambures. Els dos marits foren comtes de Dammartin per dret uxori.
- Renata d'Anjou, casada amb Hèctor de Borbó vescomte de Lavedan, mort a la batalla de Pavia el 24 de febrer de 1524, i en segones noces amb Gabriel Olivier senyor de la Roche i de Montgoger
- Antonieta d'Anjou, casada el 1529 amb Joan de Borbó vescomte de Lavedan.

Nicolas, marques de Mezières, va morir el 18 de febrer de 1568. Va tenir cinc fills dels que tres van morir joves, i un quart, l'hereu Nicolas, abans de 1568. Només restava una filla, Renata d'Anjou (+1597) que va recollir la successió com a marquesa de Mezières i comtessa de Saint-Fargeau. Es va casar el 1566 amb Francesc de Borbó, el príncep delfí d'Alvèrnia, fill de Lluís II de Borbó duc de Montpensier. Va heretar del seu pare el [1582] el ducat de Montpensier i el principat de Dombes i fou creat duc de Châtellerault el 26 de novembre de 1583 (registrat el 13 de març de 1584).
El marquesat de Mezières va passar en endavant a les possessions dels Monpensier.